# Liobagrus nigricauda
Liobagrus nigricauda és una espècie de peix de la família dels amblicipítids i de l'ordre dels siluriformes.

## Morfologia
- Els mascles poden assolir 7,9 cm de longitud total.[1][2]

## Hàbitat
És un peix d'aigua dolça i de clima subtropical.

## Distribució geogràfica
Es troba a Àsia: llac Dian Chi (Yunnan, la Xina).